# Klaus Gerisch
Klaus Gerisch (* 15. Januar 1936 in Stollberg/Erzgeb.) ist ein deutscher Schriftsteller, der in der DDR auch Kabarettleiter war.

## Leben
Klaus Gerisch wurde 1936 im erzgebirgischen Stollberg geboren. In jungen Jahren ließ er sich zum Elektriker ausbilden. Anschließend besuchte er die Landessportschule Werdau und die Arbeiter-und-Bauern-Fakultät der Deutschen Hochschule für Körperkultur (DHfK) in Leipzig, wo er nachträglich sein Abitur ablegte.
Gerisch arbeitete anfangs in seinem Beruf als Elektriker, dann als Fachmethodiker im Bezirkskabinett für Volkskunst. Schriftstellerisch betätigte er sich als Mitglied der Arbeitsgemeinschaft Junger Autoren (AJA) Cottbus. Ab 1960 war er freischaffender Autor. Er verfasste Gedichte, Reportagen und Erzählungen für Zeitschriften und Anthologien sowie Stücke für das Arbeitertheater.
Sein Einstieg in das Kabarett „Hornissen“ erfolgte 1966, etwa zehn Jahre nach dessen Gründung durch Arbeiter des Gaskombinats Schwarze Pumpe in Schwarze Pumpe bei Spremberg. Später zog das bekannt gewordene Kabarett nach Cottbus um. Gerisch fungierte als Texter und künstlerischer Leiter; er stand nur aushilfsweise selbst auf der Bühne. Der Kabaretttruppe gehörte beispielsweise auch Helga Zerrenz an. Die „Hornissen“ wurden dreimal bei den Arbeiterfestspielen der DDR mit einer Goldmedaille ausgezeichnet. Die Erfahrungen in diesem Bereich halfen Gerisch bei der Ausübung des Schriftstellerberufes: „Im Kabarett lernt man zum Beispiel mit Pointen umzugehen. Bei Lesungen habe ich immer wieder den ‚falschen Lacher‘ erlebt und das plötzliche Erschrockensein darüber, also Reaktionen, wie sie im Kabarett an der Tagesordnung sind.“
1973 wurde er Parteisekretär der Grundorganisation des Schriftstellerverbandes der DDR im Bezirk Cottbus. Im Jahr zuvor war im Hinstorff Verlag sein erster Roman Das Jahr und Katrin erschienen, zu dem er auch eine Bühnenfassung vorlegte. Seine Uraufführung erlebte das Stück 1974 am Stadttheater Cottbus.

## Stil
Charakteristika seiner Bücher sind der umgangssprachliche Erzählton und die episodische Erzählform. In ihnen geht es um die Ankunft junger Menschen in den sozialistischen Arbeits- und Lebensbedingungen und damit verbundene Bewährung und Verwirklichung.

## Werke

### Prosa
- Doch der Vierzehnte. (= Laientheater). Henschelverlag Kunst und Gesellschaft, Berlin 1964.
- Verbrannte Beweise. Kriminalerzählung (= Blaulicht; Band 67). Verlag Das Neue Berlin, Berlin 1966.
- Joseph ist tot. In: Die vierte Laterne. Voranmeldung. Anthologie. Joachim Schmidt, Günter Schubert, Klaus-Dieter Sommer, Klaus Walther (Hrsg.), Mitteldeutscher Verlag, Halle (Saale) 1971, S. 195–208.
- Das Jahr und Katrin. Hinstorff Verlag, Rostock 1972. (Auch als Theaterstück: Theater der Stadt Cottbus, Premiere 28. September 1974.)
- Daniel und Dagmar. Roman. Hinstorff Verlag, Rostock 1979.
- Die Sache betraf nur uns. In: Sinn und Form. Beiträge zur Literatur, 35. Jg., Heft 2/1983, S. 369–375. (Auszug aus dem Roman Das Mädchen vom Plakat.)
- Das Mädchen vom Plakat. Roman. Hinstorff Verlag, Rostock 1983.

### Ganzseitige Zeitungsinhalte
- Foto, Bericht, Gedichte, Liedtext und Agitproptext von Gerisch in: Lausitzer Rundschau, 19. November 1960.

## Fernsehfeatures
- Das Mädchen vom Plakat. In der Reihe: Wir stellen vor. Gestaltung und Regie Michael Unger, Erstausstrahlung 27. September 1984, Fernsehen der DDR (DDR I).

## Auszeichnungen
- vor 1971: Artur-Becker-Medaille
- 1971: Preis für künstlerisches Volksschaffen
- 1976: Carl-Blechen-Preis für Kunst und Literatur